# Усов Балаган
У́сов Балага́н — населённый пункт при железнодорожном разъезде в Смидовичском районе Еврейской автономной области России.

## География
Разъезд находится на правом берегу реки Ин, на автотрассе Чита — Хабаровск, рядом проходит Транссибирская магистраль.
Расстояние до районного центра посёлка городского типа Смидович около 50 км (на восток по автотрассе Чита — Хабаровск), расстояние до Биробиджана (на запад по автотрассе Чита — Хабаровск) около 20 км.

## Население
| 2002 | 2010 |
| ---- | ---- |
| 15   | ↘8   |

## Улицы
В населённом пункте имеется одна улица — Северная.

## Инфраструктура
Жители работают на Дальневосточной железной дороге.